# Sephanoides
Sephanoides és un gènere d'ocells de la subfamília dels lesbins (Lesbiinae) dins la família dels troquílids (Trochilidae). Aquests colibrís habiten zones meridionals del Neotròpic.

## Taxonomia
Segons la Classificació del Congrés Ornitològic Internacional (versió 14.1, 2024) aquest gènere està format per dues espècies:
- colibrí de les Juan Fernández (Sephanoides fernandensis).
- colibrí austral (Sephanoides sephaniodes).